# 슈퍼 와이파이
슈퍼 와이파이(Super Wi-Fi)는 미국 연방 통신 위원회(FCC)가 만든 용어로, TV의 유휴 전파 스펙트럼인 화이트 스페이스(White Space)를 이용한 무선 인터넷 서비스를 의미한다. 이에 대하여 현재 IEEE에서 802.11af로 표준화 작업이 진행 중이다.

## 개요
2010년 9월 23일 미국 연방통신위원회는 일명 화이트 스페이스(white spaces)라고 불리는 빈 공중파 채널을 수퍼 와이파이와 다른 다양한 애플리케이션과 같은 신기술을 활성화하기 위해 풀어주는 조치를 취했다. 이것은 최초의 중요한 전파막으로 허가되지 않는 용도로 20년 간 지정되어 있다.
텔레비전의 화이트 스펙트럼은 주파수의 특성상 진동수가 낮을 수록 신호가 잘 전파되고 또한 건물, 나무 등의 장애물이 존재할 경우, 기상환경이 열악할 경우에도 탁월한 성능을 보이기 때문에 모바일 무선 기기를 위한 이상적인 황금 자산으로 여겼다. 이 중요한 스펙트럼을 풀어주는 것은 떠오르는 신산업에 대한 문호를 개방할 것이며, 미국에서 직업과 새로운 투자와 혁신에 대한 연료를 제공하게 될 것이다. 이 국가 브로드밴드 플랜(The National Broadband Plan)은 꽃피울 신기술에 대한 기회창출을 하는데 있어서 그리고 비허가 스펙트럼의 중요성을 주목했으며, 위원회가 가능한 신속히 TV의 화이트 스페이스를 처리해 줄 것을 촉구했다.

## 대한민국
2010년 10월 7일 방송통신위원회와 CRㆍSDR포럼은 고려대학교에서 학술대회를 개최하고, 방송용 유휴 주파수 대역인 화이트 스페이스(White Space) 기반의 와이파이 망 구축기술과 활용방안을 집중 논의할 예정이다. 특히 유무선 인프라가 취약한 농어촌 지역까지 와이파이를 구현할 수 있는 기술로 기대되고 있다.
2012년 12월 17일 문재인 민주통합당 대선 후보는 2015년까지 전국에 슈퍼 와이파이 서비스를 전국에 무료제공하겠다는 공약을 제시함.

## 같이 보기
- Wi-Fi